# DIN 32705
Die DIN 32705 legt Regeln zur Erstellung und Weiterentwicklung von Klassifikationssystemen fest. Sie wird bei der Erstellung von Klassifikationen verwendet, beispielsweise der Klassifikation von Waren, Dienstleistungen und Bibliotheksklassifikationen. Sie beschränkt sich dabei auf wenige und grundlegende Aussagen zu Klassifikationen und die Anforderungen an sie, insbesondere welchem Zweck sie dienen sollen, ob sie beispielsweise für einen systematischen Katalog oder für eine Aufstellungssystematik benötigt werden?

## Textausgabe
- DIN 32705:1987-01, Klassifikationssysteme; Erstellung und Weiterentwicklung von Klassifikationssystemen. Beuth Verlag GmbH, 1987, doi:10.31030/2044144 (beuth.de [abgerufen am 18. Januar 2020]).